# Biektysz (obwód czelabiński)
Biektysz (ros. Бектыш) – osiedle w Rosji, w obwodzie czelabińskim, w rejonie jetkulskim. W 2010 liczyło 865 mieszkańców.